# The Glass Prison
Pistes de Six Degrees of Inner Turbulence
Blind Faith
(2)
The Glass Prison est la première chanson de l'album Six Degrees of Inner Turbulence du groupe de metal progressif Dream Theater. La musique a été composée par John Myung, John Petrucci, Mike Portnoy et Jordan Rudess et les paroles ont été écrites par Mike Portnoy et dédiées à Bill W. and all of his friends.

## Structure
- I. Reflection est la première partie de la chanson de 0:00 à 5:53 et traite de la première partie du programme de 12 étapes des alcooliques anonymes qui demande d'admettre que notre être est impuissant face à l'alcool. The Glass Prison est donc une métaphore représentant l'état d'ébriété.
- II. Restoration est la deuxième partie de la chanson de 5:53 à 9:57 et traite de la deuxième partie du programme de 12 étapes des alcooliques anonymes qui consiste à admettre qu'un pouvoir plus grand que nous peut nous aider.
- III. Revelation est la troisième partie de la chanson de 9:58 à 13:52 et traite de la troisième partie du programme de 12 étapes des alcooliques anonymes qui consiste à donner sa destinée et sa foi complète à Dieu.

## Interprétations
- Six Degrees of Inner Turbulence (Album) (2002)
- Gigantour (Album Live) (2006)
- Gigantour (DVD Live) (2006)

## Personnel
- James LaBrie - chant
- John Myung - basse
- John Petrucci - guitare
- Mike Portnoy - batterie et chant
- Jordan Rudess - claviers

## Divers
- Les bruits blancs et les parasites entendu au début de la chanson sont directement issus de la fin de Metropolis Part 2: Scenes from a Memory, après que le disque vinyle a dérapé. Le lien est ainsi continu entre les deux albums.
- The Glass Prison est composée des parties 1 à 3 de la Alcoholics Anonymous suite, précédent les parties 4 et 5 de This Dying Soul (Train of Thought), les parties 6 et 7 de The Root Of All Evil (Octavarium), les parties 8 et 9 de Repentance (Systematic Chaos) et finalement les parties 10 à 12 de The Shattered Fortress (Black Clouds and Silver Linings).